# Списак споменика НОБ-а у Нишу
| Споменик                                                         | Посвећен | Локација                                                | Градска општина |
| ---------------------------------------------------------------- | --- | ------------------------------------------------------- | --------------- |
| Гробница јунака НОР-а                                            | Јунацима НОР-а | Синђелићев трг                                          | Медијана        |
| Гробови совјетских војника                                       | Совјетским војницима | Трг краља Александра                                    | Медијана        |
| Спомен-дом народног хероја Миодрага Мије Станимировића           | Миодрагу Мији Станимировићу                                                                                              | Булевар др Зорана Ђинђића (преко пута Клиничког центра) | Медијана        |
| Споменик народном хероју Ђуки Динић                              | Ђуки Динић | Универзитетски трг                                      | Црвени Крст     |
| Споменик народном хероју Јелисавети-Анети Андрејевић-Милени      | Јелисавети-Анети Андрејевић-Милени                                                                                       | Улица Станоја Бунешевца бб (у довришту НКЦ)             | Палилула        |
| Споменик народном хероју Конраду Жилнику Слободану               | Слободану Жилнику | Парк код Трга краља Милана                              | Медијана        |
| Споменик народном хероју Миодрагу Мији Станимировићу             | Миодрагу Мији Станимировићу                                                                                              | Булевар др Зорана Ђинђића (преко пута Клиничког центра) | Медијана        |
| Споменик народном хероју Миодрагу Мији Станимировићу             | Миодрагу Мији Станимировићу                                                                                              | Парк код Трга краља Милана                              | Медијана        |
| Споменик народном хероју Панету Ђукићу Лимару                    | Панету Ђукићу Лимару | Вождова улица (у дворишту ОШ „Вожд Карађорђе“)          | Медијана        |
| Споменик народном хероју Ратку Јовићу                            | Ратку Јовићу | Трг краља Александра                                    | Медијана        |
| Споменик народном хероју Сретену Младеновићу Мики                | Сретену Младеновићу Мики                                                                                                 | Парк код Трга краља Милана                              | Медијана        |
| Споменик бомбашком нападу у Хотелу „Парк“ 1941.                  | Споменик је подигнут као сећање на догађај из 1941. када је Александар Војиновић извршио бомбашки напад у Хотелу „Парк“. | Парк код Трга краља Милана                              | Медијана        |
| Споменик сестрама Баковић                                        | Рајки Баковић (народном хероју) Зденки Баковић                                                                           | Почетак Улице Сестара Баковић                           | Медијана        |
| Спомен-плоча на кући у којој је одржана 43. месна седница СКОЈ-а | 43. месној седници СКОЈ-а                                                                                                | Трг 14. октобар                                         | Медијана        |
| Споменик палим ваздухопловцима НОР-а                             | Палим ваздухопловцима НОР-а                                                                                              | Трг 14. октобар                                         | Медијана        |
| Спомен-парк Бубањ                                                | Стрељанима на брду Бубањ                                                                                                 | Брдо Бубањ                                              | Палилула        |

## Галерија
- Гробница јунака НОР-а
- Споменик је подигнут као сећање на догађај из 1941. када је партизан Александар Војиновић извршио бомбашки напад у Хотелу „Парк“.
- Гробови совјетских војника
- Споменик Мији Станимировићу (парк код Трга краља Милана)
- Споменик народном хероју Ђуки Динић
- Споменик народном хероју Ратку Јовићу
- Споменик народном хероју Слободану Жилнику
- Споменик народном хероју Мики Младеновићу
- Споменик народном хероју Божидару Аџији
- Споменик сестрама Баковић